# Matt Williams (baloncestista)
Matthew "Matt" Williams Jr. (Orlando, Florida, 14 de octubre de 1993) es un exbaloncestista estadounidense. Con 1,96 metros de estatura, jugaba en la posición de escolta.

## Trayectoria deportiva

### Universidad
Jugó cinco temporadas con los Knights de la Universidad de Florida Central, en las que promedió 8,9 puntos, 2,7 rebotes y 1,1 asistencias por partido. En la temporada 2014-15 sólo llegó a disputar el partido inaugural, perdiéndose el resto de la misma por una grave lesión. Acabó su carrera con los récords históricos de su universidad de triples en una carrera (274), en una temporada (126) y en un partido (11). Los dos últimos son también récords de la American Athletic Conference.

### Profesional
Tras no ser elegido en el Draft de la NBA de 2017, fue invitado por los Miami Heat para participar en las Ligas de Verano, donde jugó ocho partidos en los que promedió 9,9 puntos y 2,6 rebotes. Al acabar la misma, firmó contrato con los Heat, y en el mes de octubre el contrato se convirtió en uno de dos vías que le permite jugar en el filial de la G League, los Sioux Falls Skyforce.
El 11 de diciembre de 2021, firma por el Lavrio B.C. de la A1 Ethniki griega.

## Estadísticas de su carrera en la NBA

### Temporada regular
| Año     | Equipo | PJ | PT | MPP | %TC  | %3P  | %TL | RPP | APP | ROB | TPP | PPP |
| ------- | ------ | -- | -- | --- | ---- | ---- | --- | --- | --- | --- | --- | --- |
| 2017-18 | Miami  | 3  | 0  | 3.7 | .333 | .200 | —   | .3  | .0  | .0  | .0  | 1.7 |
| Total   | Total  | 3  | 0  | 3.7 | .333 | .200 | —   | .3  | .0  | .0  | .0  | 1.7 |